# Медведєв Олексій Володимирович
Олексій Володимирович Медведєв (біл. Аляксей Уладзіміравіч Мядзведзеў; нар. 5 жовтня 1972, Мінськ, Білоруська РСР, СРСР) — білоруський борець вільного стилю, бронзовий призер чемпіонату світу, срібний призер чемпіонату Європи, срібний призер Олімпійських ігор. Заслужений майстер спорту Республіки Білорусь з вільної боротьби.

## Життєпис
Боротьбою почав займатися з 1984 року. Входив до юніорської збірної Радянського Союзу. У її складі посів п'яте місце на чемпіонаті світу 1990 року серед юніорів. З 1994 року почав виступи у складі збірної незалежної Білорусі. Дворазовий чемпіон світу серед студентів (1996, 1998).
Виступав за спортивний клуб профспілок «Спартак», Мінськ. Тренер — Олександр Казович.

## Спортивні результати на міжнародних змаганнях

### Виступи на Олімпіадах
| Змагання                    | Збірна   | Вагова категорія           | Місце  |
| --------------------------- | -------- | -------------------------- | ------ |
| Літні Олімпійські ігри 1996 | Білорусь | вільна боротьба, до 130 кг | Срібло |
| Літні Олімпійські ігри 2000 | Білорусь | вільна боротьба, до 130 кг | 6      |

На літніх Олімпійських іграх 1996 року в Атланті дійшов до фіналу, де поступився борцю з Туреччини Махмуту Деміру.
Через чотири роки на літніх Олімпійських іграх 2000 року в Сіднеї дійшов лише до чвертьфіналу, де поступився кубинцю Алексіск Родрігесу.

### Виступи на Чемпіонатах світу
| Змагання                        | Збірна   | Вагова категорія           | Місце  |
| ------------------------------- | -------- | -------------------------- | ------ |
| Чемпіонат світу з боротьби 1994 | Білорусь | вільна боротьба, до 130 кг | Бронза |
| Чемпіонат світу з боротьби 1995 | Білорусь | вільна боротьба, до 130 кг | 8      |
| Чемпіонат світу з боротьби 1997 | Білорусь | вільна боротьба, до 130 кг | 5      |
| Чемпіонат світу з боротьби 1998 | Білорусь | вільна боротьба, до 130 кг | 6      |
| Чемпіонат світу з боротьби 1999 | Білорусь | вільна боротьба, до 130 кг | 23     |

### Виступи на Чемпіонатах Європи
| Змагання                         | Збірна   | Вагова категорія           | Місце  |
| -------------------------------- | -------- | -------------------------- | ------ |
| Чемпіонат Європи з боротьби 1995 | Білорусь | вільна боротьба, до 130 кг | 4      |
| Чемпіонат Європи з боротьби 1996 | Білорусь | вільна боротьба, до 130 кг | 4      |
| Чемпіонат Європи з боротьби 1997 | Білорусь | вільна боротьба, до 125 кг | Срібло |
| Чемпіонат Європи з боротьби 1998 | Білорусь | вільна боротьба, до 130 кг | 6      |
| Чемпіонат Європи з боротьби 1999 | Білорусь | вільна боротьба, до 130 кг | 4      |
| Чемпіонат Європи з боротьби 2000 | Білорусь | вільна боротьба, до 130 кг | 12     |

### Виступи на інших змаганнях
| Змагання                                                          | Збірна   | Вагова категорія           | Місце  |
| ----------------------------------------------------------------- | -------- | -------------------------- | ------ |
| Гран-прі Німеччини з боротьби 1995                                | Білорусь | вільна боротьба, до 130 кг | 4      |
| Гран-прі Німеччини з боротьби 1996                                | Білорусь | вільна боротьба, до 130 кг | Золото |
| Чемпіонат світу з боротьби серед студентів 1996                   | Білорусь | вільна боротьба, до 130 кг | Золото |
| Ігри Балтійського моря 1997                                       | Білорусь | вільна боротьба, до 125 кг | Бронза |
| Чемпіонат світу з боротьби серед студентів 1998                   | Білорусь | вільна боротьба, до 130 кг | Золото |
| Гран-прі Німеччини з боротьби 1999                                | Білорусь | вільна боротьба, до 130 кг | Срібло |
| Олімпійський кваліфікаційний турнір з боротьби 2000 (Мінськ)      | Білорусь | вільна боротьба, до 130 кг | Срібло |
| Олімпійський кваліфікаційний турнір з боротьби 2000 (Лейпциг)     | Білорусь | вільна боротьба, до 130 кг | Золото |
| Олімпійський кваліфікаційний турнір з боротьби 2000 (Токіо)       | Білорусь | вільна боротьба, до 130 кг | Золото |
| Олімпійський кваліфікаційний турнір з боротьби 2000 (Александрія) | Білорусь | вільна боротьба, до 130 кг | 4      |

### Виступи на змаганнях молодших вікових груп
| Змагання                                      | Збірна | Вагова категорія           | Місце |
| --------------------------------------------- | ------ | -------------------------- | ----- |
| Чемпіонат світу з боротьби серед юніорів 1990 | СРСР   | вільна боротьба, до 115 кг | 5     |